# کد فرودگاهی یاتا

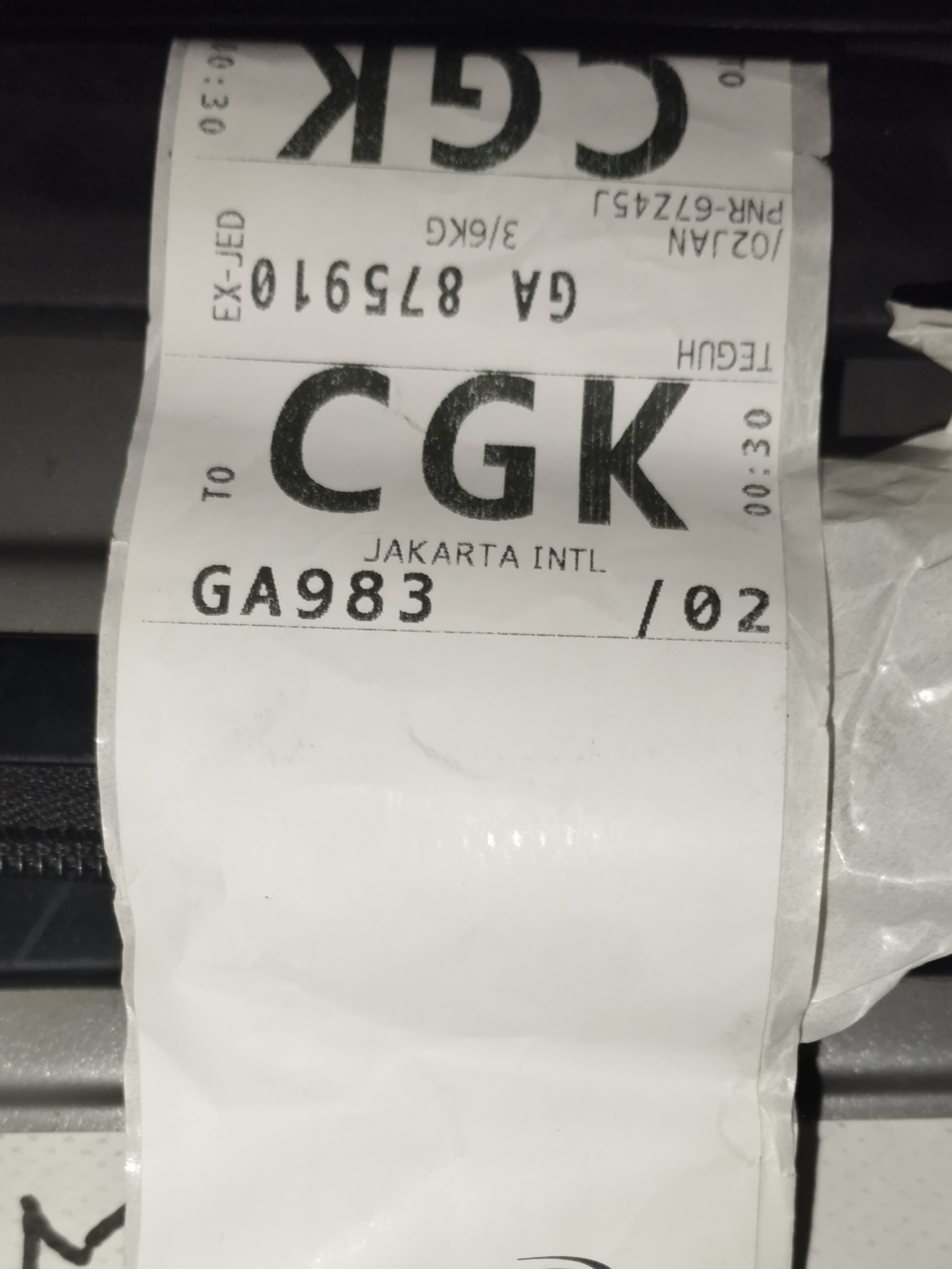
مرتبط

کد فرودگاهیِ انجمن بین‌المللی ترابری هوایی (به انگلیسی: International Air Transport Association airport code)، که به نام‌های کد فرودگاهیِ یاتا، مشخص‌کنندهٔ منطقه‌ایِ یاتا و کد ایستگاهیِ یاتا مشهور است، یک کد سه حرفی است که توسط انجمن بین‌المللی ترابری هوایی (یاتا) برای بیشتر فرودگاه‌ها در جهان تعریف شده است.
کدگذاری برای فرودگاه‌ها نیاز به تصویب «یاتا» دارد که دفتر مرکزی آن در شهر مونترآل کانادا واقع شده است. این عمل هر دو سال یک بار توسط راهنمای کدگذاری هواییِ یاتا منتشر می‌شود. مؤسسهٔ یاتا، علاوه بر فرودگاه‌ها، ایستگاه‌های راه‌آهن را نیز کدگذاری می‌کند. کد فرودگاه یاتاB است.